# UB 118
UB 118 war ein U-Boot des Typs UB III der Kaiserlichen Marine, das im Ersten Weltkrieg zum Einsatz kam. Das Boot strandete 1919 an der britischen Küste.

## Geschichte
UB 118 entstand in Bremen bei der Werft AG Weser unter der Baunummer 291. Das Boot lief am 13. Dezember 1917 vom Stapel, konnte am 22. Januar 1918 unter dem Kommando von Kapitänleutnant Hermann Arthur Krauß in Dienst gestellt werden und schloss bis zum 26. März 1918 die nötigen Probefahrten ab. Es wurde der von Kapitänleutnant Forstmann befehligten und in Emden und Wilhelmshaven stationierten III. U-Flottille zugewiesen.
Bis Kriegsende unternahm UB 118 vier Feindfahrten, während derer vier Schiffe mit zusammen 17.504 BRT versenkt werden konnten. Zur ersten Feindfahrt, die dreizehn Tage dauerte und ergebnislos blieb, lief das Boot am 1. April 1918 aus Helgoland in Richtung Skagen und weiter zur britischen Ostküste aus. Die zweite Feindfahrt begann am 5. Mai in Kiel und führte um die Orkneyinseln und Irland herum zum St.-Georgs-Kanal. Nordöstlich von Tuskar Rock gelang am 16. Mai die Versenkung des spanischen Schiffs Yturri Bide, das mit einer Ladung Pech auf dem Weg von Maryport nach Avilés war. UB 118 beendete die Unternehmung am 28. Mai in Wilhelmshaven.
Die dritte Feindfahrt begann das Boot am 20. Juni. Sie führte um die Shetlandinseln herum zum westlichen Ausgang des Ärmelkanals. Südlich von Irland griff UB 118 am 7. Juli einen Geleitzug an, was zunächst erfolglos blieb. Im dritten Anlauf gelang ein Torpedotreffer auf ein etwa 4000 BRT großes Schiff, das dem Geleit hinterher hing. Sein Untergang konnte vom U-Boot aus jedoch nicht beobachtet werden. Die weitere Unternehmung blieb ereignislos und endete am 16. Juli.
Am 14. August lief UB 118 zur vierten Feindfahrt von Helgoland mit Ziel St.-Georgs-Kanal aus. Diese sollte die erfolgreichste werden. Am 27. August versenkte UB 118 das britische Frachtschiff Ant Cassar, das mit Kohle beladen und auf dem Weg von Glasgow nach Milford Haven war, etwa 30 sm nordwestlich von Strumble Head durch Torpedos. Am 1. September gelang der Angriff auf einen Geleitzug, der durch Zerstörer der United States Navy gesichert wurde. Dabei konnten die Mesaba sowie die City of Glasgow versenkt werden. Während des Rückmarschs, der durch die Irische See sowie den Nordkanal erfolgte, wurde UB 118 am 4. September nordöstlich der Flannan Isles durch ein britisches U-Boot mit einem Torpedo angegriffen, der das deutsche Boot am Vorschiff an Backbord traf, ohne zu zünden. Am 10. September war UB 118 zurück in Wilhelmshaven.
Das Boot stand für den geplanten Flottenvorstoß Ende Oktober in See, kollidierte am 28. Oktober jedoch mit UB 98 und musste anschließend zur Reparatur nach Wilhelmshaven in die Werft. Während der Werftliegezeit endete der Krieg.

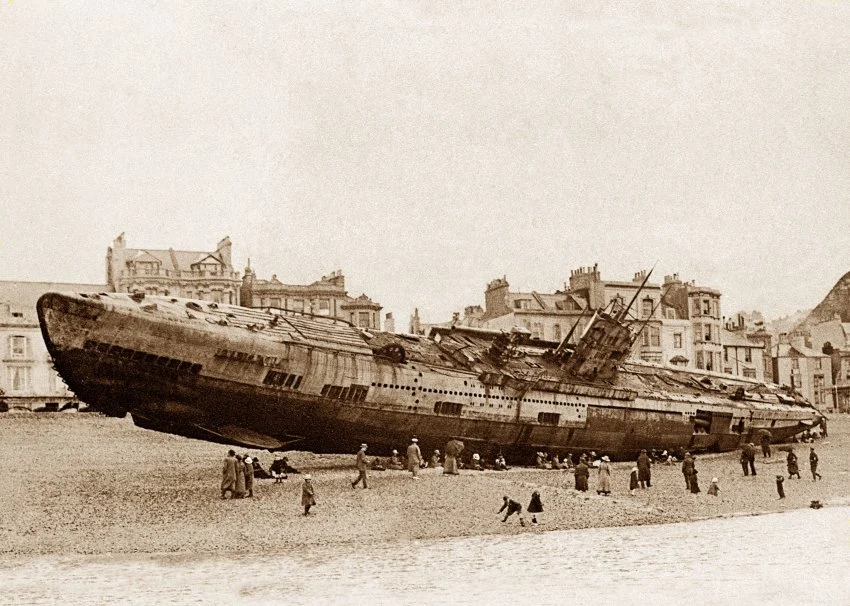
UB 118 gestrandet vor Hastings

Nach dem Waffenstillstand musste UB 118 ausgeliefert werden. Das Boot erreichte England am 20. November 1918 und wurde zur Kriegsbeute Frankreichs erklärt. Am 15. April 1919 strandete das Boot vor Hastings auf der Überführung von Harwich nach Cherbourg. Da Bergungsversuche scheiterten, wurde UB 118 vor Ort abgewrackt.